# Bonifácio II da Toscânia
Bonifácio II da Toscânia (791 - 838), filho de Bonifácio I da Toscânia, que se tornou marquês da Toscânia (por volta de 823), era conde e duque de Lucca (a partir de 05 de outubro 823).
Ele sucedeu a seu pai, em Lucca - no que foi um dos primeiros exemplos de sucessão hereditária - e estendeu o seu poder sobre a região. Durante o seu mandato os bispos de Lucca perderam, gradualmente, o controle do governo municipal - que caiu para os condes.
Desde 770, os condes de Lucca tinham sido encarregues da defesa costeira da Toscana e Córsega. Em Fevereiro de 825, em Marengo, o Imperador (do Sacro Império Romano-Germânico) Lotário I emitiu um Capitula de expeditione corsicana para a defesa da ilha. Em 828, Bonifácio, recebeu do Imperador Lotário os títulos de "prefeito" e tutela sobre a ilha; e, o legado papal da ilha, do bispo de Luni . Em Julho e Agosto de 828, ele liderou uma pequena frota em busca de piratas sarracenos. Não encontrando nenhuns no mar, a frota chegou a Sardenha e lá decidiu atacar a África. Eles assaltaram a costa sarracena entre Útica e Cartago com sucesso. A frota então retornou a Córsega.
Em 833, Bonifácio, apoiou Luís, o Piedoso contra o seu filho Lotário, que prontamente o despossuiu e colocou Agano da Toscânia em seu lugar. Em 834, juntou-se a Rataldo, bispo de Verona e a Pepino, conde de Vermandois para libertar a Imperatriz (Consorte do Sacro Império Romano) Judite da Baviera do convento-prisão. Eles escoltaram-na de volta para Luís em Aachen. Bonifácio passou 836-838 na Alemanha - na corte.
Eventualmente, ele retirou-se para terras hereditárias no sul da França. Ele foi convidado a participar no julgamento de Bernardo de Septimânia, mas morreu antes que pudesse.  Mais tarde, o seu filho Adalberto recuperou a marca Tuscania.

## Bibliografa
- Wickham, Chris. início da Itália Medieval: Poder Central e da sociedade local 400-1000 . MacMillan Press: 1981.